# Квантришвили, Николай Афрасионович
Николай Афрасионович Квантришвили (1923 год, село Алаверди, Шорапанский уезд, Кутаисская губерния, Российская империя — неизвестно, село Тврини, Зестафонский район, Грузинская ССР) — звеньевой колхоза имени Микояна Зестафонского района, Грузинская ССР. Герой Социалистического Труда (1949).

## Биография
Родился в 1923 году в крестьянской семье в селе Алаверди Шорапанского уезда. С раннего возраста трудился в сельском хозяйстве. После окончания местной школы с конца 1930-х годов трудился в колхозе имени Микояна (позднее — колхоз села Алаверди) Зестафонского района. В послевоенные годы — звеньевой в этом же колхозе.
В 1948 году звено под его руководством собрало в среднем с каждого гектара по 75,7 центнеров винограда шампанских вин на площади 10 гектаров. Указом Президиума Верховного Совета СССР от 9 августа 1949 года удостоен звания Героя Социалистического Труда за «получение высоких урожаев винограда в 1948 году» с вручением ордена Ленина и золотой медали «Серп и Молот» (№ 4366).
Этим же Указом званием Героя Социалистического Труда были также награждены труженики колхоза имени Микояна Зестафонского района Илья Захариевич Гачечиладзе, Ведий Георгиевич Квантришвили, Георгий Архипович Квантришвили, Григорий Гедеонович Квантришвили, Пётр Леванович Квантришвили, Карл Синоевич Сирадзе и Евгений Ермолаевич Чанкветадзе.
После выхода на пенсию проживал в родном селе Алаверди Зестафонского района. Дата смерти не установлена.